# John Patrick Dolan
John Patrick Dolan (San Diego, 8 giugno 1962) è un vescovo cattolico statunitense, dal 10 giugno 2022 vescovo di Phoenix.

## Biografia
John Patrick Dolan è nato a San Diego, in California, l'8 giugno 1962 ed è uno dei nove figli di Gerald e Catherine Dolan. È cresciuto nel quartiere di Clairemont.

### Formazione e ministero sacerdotale
Ha studiato nelle scuole cattoliche della parrocchia di Santa Maria Maddalena, presso la University High School. Ha proseguito gli studi presso l'Università di San Diego come alunno del seminario "San Francesco", conseguendo un Bachelor of Arts in filosofia, e presso il seminario "San Patrizio" a Menlo Park dove ha conseguito un Master of Divinity e un Master of Arts in teologia.
Il 22 aprile 1989 è stato ordinato diacono per la diocesi di San Diego nella cattedrale di Santa Maria Assunta a San Francisco da monsignor Patrick Joseph McGrath, vescovo ausiliare di San Francisco. Il 1º luglio successivo è stato ordinato presbitero per la medesima diocesi nella chiesa di San Raffaele a Rancho Bernardo da monsignor Leo Thomas Maher, vescovo di San Diego. In seguito è stato vicario parrocchiale della parrocchia di San Michele a San Diego dal 1989 al 1991; vicario parrocchiale della parrocchia di Santa Sofia a Spring Valley dal 1991 al 1992; direttore per la promozione delle vocazioni sacerdotali dal 1992 al 1994; parroco della parrocchia di Santa Maria Stella del Mare a Oceanside dal 1996 al 2001; parroco della parrocchia di San Michele a San Diego dal 2001 al 2002; parroco della parrocchia di Santa Rosa da Lima a Chula Vista dal 2002 al 2014; parroco della parrocchia di San Michele a Poway dal 2014 al 2016 e vicario episcopale per il clero e parroco della parrocchia di San Giovanni a San Diego e della missione di San Vincenzo de' Paoli a Mission Hills/Hillcrest dal 2016.
Dolan è impegnato nella prevenzione del suicidio, nella pastorale delle persone in lutto con tendenze suicide e nella promozione della salute mentale. Le due opere che ha co-curato, Responding to suicide. A pastoral handbook e When a loved one dies by suicide, hanno ricevuto il premio per l'eccellenza dell'Associazione degli editori cattolici nel 2021. Dolan ha anche fatto parte dell'Istituto cattolico per la salute mentale dell'Università di San Diego, dell'American Haitian Foundation, dei Survivors of Suicide Loss - San Diego e del consiglio di amministrazione di Father Joe's Village, un ente di beneficenza per senzatetto. È stato anche cappellano dell'Association of Catholic Mental Health Ministers e ha fatto una campagna per i ragazzi perduti del Sudan, un gruppo di oltre 20000 ragazzi dei gruppi etnici Nuer e Dinka che rimasero sfollati o orfani durante la seconda guerra civile sudanese. Inoltre, a partire dal 2020, è stato capo della task force antirazzista afroamericana della Conferenza cattolica della California.

### Ministero episcopale

Stemma di monsignor Dolan come vescovo ausiliare di San Diego.

Il 19 aprile 2017 papa Francesco lo ha nominato vescovo ausiliare di San Diego e titolare di Uchi Maggiore. Ha ricevuto l'ordinazione episcopale l'8 giugno successivo nella chiesa di Santa Teresa a Del Mar dal vescovo di San Diego Robert Walter McElroy, co-consacranti il vescovo emerito della stessa diocesi Robert Henry Brom e il vescovo di Monterey Richard John Garcia. Nel 2017 è stato nominato vicario generale e moderatore della curia mantenendo i suoi precedenti incarichi.
Nel gennaio del 2020 ha compiuto la visita ad limina.
Il 10 giugno 2022 papa Francesco lo ha promosso vescovo di Phoenix. Il 2 agosto successivo, durante i vespri solenni recitati nella cattedrale dei Santi Simone e Giuda a Phoenix, ha emesso la professione di fede e pronunciato il suo giuramento di fedeltà alla Sede Apostolica. Ha preso possesso della diocesi il 2 agosto successivo con una cerimonia tenutasi nella chiesa di San Tommaso d'Aquino ad Avondale.
In seno alla Conferenza dei vescovi cattolici degli Stati Uniti è membro del comitato per le migrazioni e del comitato per la protezione dei bambini e dei giovani.

## Opere
- John Patrick Dolan, Rose of Lima. A Nine Day Study of Her Life, SRL Library, 2006,  p. 83, ISBN 978-1-4243-0832-3.
- John Patrick Dolan, Who Is Like God. A Nine Day Journey with St. Michael The Archangel, SRL Library, 2014,  p. 60, ISBN 978-0-692-28759-0.
- John Patrick Dolan, Discussing the Hard Questions and Accompanying the Grieving, in Ed Shoener e John Patrick Dolan (a cura di), Responding to suicide. A pastoral handbook for Catholic leaders, Notre Dame, IN, Ave Maria Press, 2020,  pp. 71-82, ISBN 978-1-64680-011-7.
- John Patrick Dolan, A message for sibling surviors of suicide loss: learn to share your story, in Ed Shoener e John Patrick Dolan (a cura di), When a loved one dies by suicide. Comfort, hope and healing for grieving Catholics, Notre Dame, IN, Ave Maria Press, 2020,  pp. 1-14, ISBN 978-1-64680-013-1.
- John Patrick Dolan, What the Catholic Church teaches about suicide, in Ed Shoener e John Patrick Dolan (a cura di), When a loved one dies by suicide. Comfort, hope and healing for grieving Catholics, Notre Dame, IN, Ave Maria Press, 2020,  pp. 61-72, ISBN 978-1-64680-013-1.

## Genealogia episcopale
La genealogia episcopale è:
- Cardinale Scipione Rebiba
- Cardinale Giulio Antonio Santori
- Cardinale Girolamo Bernerio, O.P.
- Arcivescovo Galeazzo Sanvitale
- Cardinale Ludovico Ludovisi
- Cardinale Luigi Caetani
- Cardinale Ulderico Carpegna
- Cardinale Paluzzo Paluzzi Altieri degli Albertoni
- Cardinale Gaspare Carpegna
- Cardinale Fabrizio Paolucci
- Cardinale Francesco Barberini
- Cardinale Annibale Albani
- Cardinale Federico Marcello Lante Montefeltro della Rovere
- Vescovo Charles Walmesley, O.S.B.
- Arcivescovo John Carroll, S.I.
- Cardinale Jean-Louis Anne Madelain Lefebvre de Cheverus
- Arcivescovo Ambrose Maréchal, P.S.S.
- Vescovo John Dubois, P.S.S.
- Arcivescovo John Joseph Hughes
- Cardinale John McCloskey
- Arcivescovo Michael Augustine Corrigan
- Cardinale John Murphy Farley
- Cardinale Patrick Joseph Hayes
- Arcivescovo John Joseph Mitty
- Vescovo Hugh Aloysius Donohoe
- Cardinale Roger Michael Mahony
- Arcivescovo George Hugh Niederauer
- Cardinale Robert Walter McElroy
- Vescovo John Patrick Dolan